# Jean-Baptiste Lafargue
Jean-Baptiste Lafargue est un homme politique français né le 8 janvier 1744 à Bordeaux (Gironde) et mort le 16 avril 1819 à Meilhan-sur-Garonne.

## Biographie
Négociant en toiles à Bordeaux, il est consul de la cour de la Bourse en 1779. Il est député du tiers aux États généraux pour la sénéchaussée de Bordeaux. Administrateur du département de la Gironde en 1791.